# Oenanthe chaerophyllaea
Oenanthe chaerophyllaea är en flockblommig växtart som beskrevs av Antoine Gouan. Oenanthe chaerophyllaea ingår i släktet stäkror, och familjen flockblommiga växter. Inga underarter finns listade i Catalogue of Life.